# Blok d

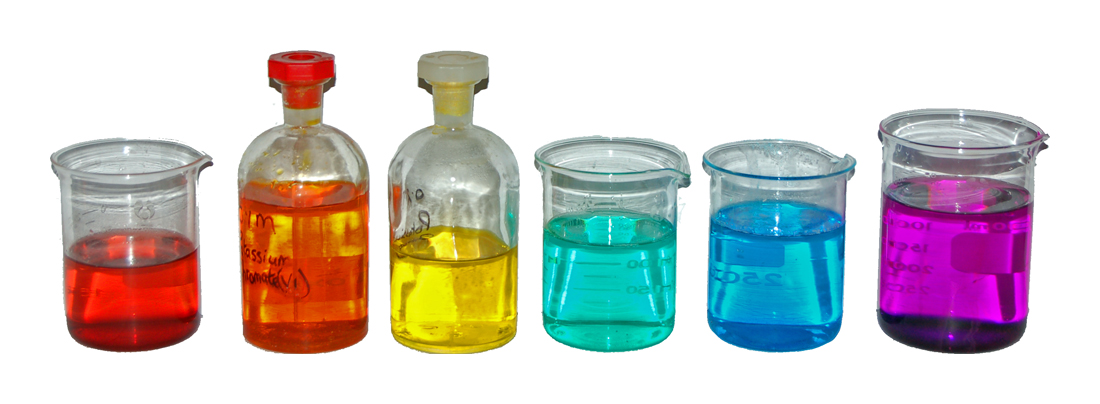
Barwne roztwory związków pierwiastków przejściowych. Od lewej: Co(NO3)2 (czerwony); K2Cr2O7 (pomarańczowy); K2CrO4 (żółty); NiCl2 (turkusowy); CuSO4 (niebieski); KMnO4 (fioletowy).

Blok d (metale przejściowe, pierwiastki przejściowe) – grupa pierwiastków chemicznych w układzie okresowym, obejmująca grupy poboczne układu okresowego, tj. grupy 3-12 (daw. Ib–VIIIb). 
Według niektórych autorów cały blok d tworzy sekcję metali przejściowych, natomiast według definicji IUPAC metale przejściowe są to pierwiastki chemiczne, których atomy lub kationy mają niecałkowicie zapełnioną podpowłokę d. 
Wszystkie pierwiastki bloku d mają tendencję do tworzenia kationów, dobrze przewodzą ciepło i elektryczność, są ciągliwe i tworzą stopy, a więc wykazują typowe cechy metali. Mają zazwyczaj zmienną wartościowość. 

## Charakterystyka
| Grupa → | 3 IIIB | 4 IVB  | 5 VB   | 6 VIB  | 7 VIIB | 8 VIIIB | 9 VIIIB | 10 VIIIB | 11 IB  | 12 IIB |
| ↓ Okres |        |        |        |        |        |         |         |          |        |        |
| ------- | ------ | ------ | ------ | ------ | ------ | ------- | ------- | -------- | ------ | ------ |
| 4       | 21 Sc  | 22 Ti  | 23 V   | 24 Cr  | 25 Mn  | 26 Fe   | 27 Co   | 28 Ni    | 29 Cu  | 30 Zn  |
| 5       | 39 Y   | 40 Zr  | 41 Nb  | 42 Mo  | 43 Tc  | 44 Ru   | 45 Rh   | 46 Pd    | 47 Ag  | 48 Cd  |
| 6       | 71 Lu  | 72 Hf  | 73 Ta  | 74 W   | 75 Re  | 76 Os   | 77 Ir   | 78 Pt    | 79 Au  | 80 Hg  |
| 7       | 103 Lr | 104 Rf | 105 Db | 106 Sg | 107 Bh | 108 Hs  | 109 Mt  | 110 Ds   | 111 Rg | 112 Cn |

Wspólną cechą prawie wszystkich tych pierwiastków jest zdolność do tworzenia złożonych kompleksów, z których bardzo wiele wykazuje intensywne zabarwienie. Również wiele prostych soli organicznych tych związków wykazuje silne zabarwienie.
W większości zdolne są do przyjmowania kilku stopni utlenienia. Na niższych stopniach utlenienia tworzą kationy (np. chlorek manganu(II), MnCl2), na wyższych – aniony kwasowe, np. anion manganianowy(VII), MnO−
4.
Obserwując zmiany własności tej grupy pierwiastków w ramach ich położenia w układzie okresowym można zauważyć następujące tendencje:
- pierwiastki z czwartego okresu są średnio bardziej reaktywne od pierwiastków z okresu piątego i szóstego; stąd np. nikiel jest bardziej reaktywny od platyny, a miedź od złota;
- w grupach od 3 do 8 występuje stopniowy zanik reaktywności i własności alkalicznych pierwiastków;
- w grupach 9, 10 i 11 występują najbardziej niereaktywne metale, takie jak złoto, platyna, pallad czy srebro;
- na początku grupy 11 i w całej grupie 12 reaktywność znowu wzrasta, własności tu zgromadzonych pierwiastków są jednak bardziej zbliżone do metali grup głównych, niż do metali przejściowych.